# 道場訓
道場訓は、日本の武道用語であり、文字通り道場（トレーニングホール）の訓（規則）を意味する。これらは一般に、道場入口または道場の入口「前」(shomen)に期待禁止事項と輪郭挙動事項として掲示されている。武道のいくつかの流派では、それらは道場クラスの背後に記載されている。

## 松濤館空手
一般に船越義珍（18世紀沖縄空手家佐久川寛賀の提唱よって作成されたとの説）の松濤館空手道場訓、最も一般的スタイルで、各トレーニングセッションの最後に列挙5つの指針のセットとして機能倫理的な文脈の中で実践を組み立てるためのもの。
5つの規則は次のとおり：
一、人格完成に努むること
一、誠の道を守ること
一、努力の精神を養うこと
一、礼儀を重んずること
一、血気の勇を戒むること
「ひとつ」という言葉は「1つ」または「最初」を意味し、他の規則と同じレベルの重要度で配置するために各規則の前に付加される。ワードこと「事」は、各規則の手段を終了し、規則との間の組み合わせとして使用されている。また、日本語のnoは所有格を示し、英語の例の努力の精心=努力の精神=努力の精神と同等。wo（およびwa）は、前の要素が文の主語であることを示すために使用される。たとえば、X wo Y = X、Yに関して。最後に、imashimuruという単語は古風に見えるが、警告および通常リフレインとして翻訳される。

### 解釈
道場訓にはさまざまな翻訳や解釈がある。それぞれの翻訳は使用される用語が異なり、解釈は哲学的な深さ、意味、意図に関して異なる。[ 引用が必要]
英語での翻訳は空手人口かつ空手の1つの形式を日本国外で最も広く受け入れられるように押し上げた。一般的には次のように述べている。
- 一人一人が自分の個性の完成と完成のために努力しなければならない
- 一人一人が忠実で真実の道を守らなければならない
- 一人一人が努力しなければならない（努力の精神を育む）
- 一人一人が他者と礼の規則を尊重しなければならない
- 一人一人が熱血な振る舞いを控えなければならない（衝動的な勇気から守ってください）

ISKF、IKA、およびJKAはより簡潔な翻訳を使用している。
- 人格の完成に向けて努力する（または人格の完成を求める）
- 忠実であること
- 努力
- 他人を尊重する
- 暴力行為を控える

一部のクラブで使用されているさらに簡潔な翻訳（多くの場合、学生によってクラスの終わりに向かって繰り返される）
- 人格
- 誠意
- 努力
- 礼
- 自制心

道場訓は、他のさまざまな武道スタイルにも登場し、そのスタイルの一般的な教えに従って変更されている。

## 剛柔流
剛柔流のバリアントによっては、代替道場訓がある。
先頭の「ひとつ」はおおまかに「No.1」または「最初」を意味する。つまり、リストされている順序で一般的に使用されるが、重要なアイテムはない。
道場の壁に掲載されている宮里栄一や知念輝夫の沖縄剛柔流の場合、道場訓は8つの規則で構成され、次のとおり：
- ひとつ：謙虚で礼儀正しく。
- ひとつ：体力を考えた鍛錬
- ひとつ：創造性をもって真剣に練習せよ。
- ひとつ：落ち着いて迅速に。
- ひとつ：あなたの健康を大事にする。
- ひとつ：平凡な生活をする。
- ひとつ：誇りに思ったり控えめに言ったりせよ。
- ひとつ：忍耐強くあなたのトレーニングを続けよ。

上記の翻訳は知念輝夫の道場からのもので、宮里版は少し異なる。
IOGKFを含む他のバリアントの場合、6つの規則があり、次のようになる：
- ひとつ：他の人を尊重する。
- ひとつ：勇気を出せよ。
- ひとつ：心身を鍛える。
- ひとつ：毎日練習し、伝統的な空手道を守る。
- ひとつ：五十竜の本質に到達するよう努める。
- ひとつ：決してあきらめない。

## 琉手
琉手道場訓は、松濤館と同じ日本語。使用される翻訳は次のとおり：[引用が必要]
- 良い道徳的な性格のために努力せよ。
- 正直で誠実な方法を守るべり。
- 努力の意志で根気を養う。
- 礼儀正しい態度を養いる。
- 精神的な達成を通じて肉体的な攻撃を抑制する。

## 武士道
武士道道場訓は、5つの規則で構成され、以下のとおりである：[要出典]
- 忠誠は兵士の本質的な義務。
- 戦う男の特徴は勝つための彼の精神なので、勇気は不可欠。
- 勇気は現代の戦士に賞賛され、励まされる特性。
- 自分の言葉を守る忠実さ。
- シンプルさは武士の美徳。

## 武道館空手
武道館空手道場訓は、4つの規則で構成され、以下のとおり。
- 他人への礼儀、敬意、誠実さを示す。
- 知識、正直さと強さを通じて自信を養いる。
- 個人的な利益を得るために暴力を使用しない。
- 性格の完璧さを求める。

## 少林寺流拳行館空手道
少林寺流拳行館空手道の創始者、久高幸利の道場訓は、
- 妥当性、礼、尊厳、優雅さを維持する
- 戦闘の本当の意味を味わうことで自己理解を得る
- 存在の純粋な原則を探す：真実、正義、美
- 前向きな性格、つまり自信、勇気、決意を行使する
- 常に完成度と創造との完全な調和を目指して、人格をさらに発展させるよう努める。

## 派生
松濤館道場訓は、船越義珍「空手道の二十の基本原則」または「二十君」に基づいて、JKA職員が作成したもの。船越先生の20の教訓の凝縮形として多くの人が使用している。
（以下、誰かの意見である物理的な練習に関連するものの明白な不作為が、それは完全に正直でないことを示す。）：[ オピニオン] で松涛館や他のスタイル、空手を学ぶの主な目的は、
- 礼儀を実践する
- 話すことができる（自信を高める）
- 目標を達成するためにフォーカスを訓練する
- 列車指導能力
- 圧力に対する列車の抵抗
- 列車の話す能力
- 努力の精神を養う
- 電車の調和特性
- 成功または失敗は重要ではない

（以下も誰かの意見）：道場の3つの最も重要な精神は次のとおり。
- 従うためにイエスと返事する
- 感謝してありがとうと言う
- 内省を増やし申し訳ない

## 他
- 士道館#道場訓
- 大道塾空道#道場訓
- 練兵館#道場訓
- 空手道 高見空手#道場訓
- リキプロ - 道場訓は「我等、人生、壱生、感動」
- 西口プロレス認定 チャンピオン投稿コロシアム#西口道場訓ひとぉつ！
- 渡口政吉#尚礼館道場訓
- マッハ道場 - 道場訓は木口道場に倣った、「清い心 強い体 良い頭」。
- 毛利昭彦ジム - 「百万一心」を道場訓に
- 新日本プロレス - アントニオ猪木の 「この道を行けば…」という自らの引退試合で引退メッセージとしてファンに贈った詩が以後道場訓となった。